# Вуличний покажчик
Вуличний покажчик, фах. аншлаг — один з елементів міської навігації, що позначає назву вулиці (проспекту, площі тощо), а також часто вказує номер окремої будівлі на цій вулиці.

## Історія
Усталені назви міських вулиць вперше з'явилися приблизно між XI та XIII століттями. У різних країнах це відбувалося в різний час. Історія назв вулиць показує, що в різні епохи існували певні формотворчі моделі, за якими називали вулиці. У Середньовіччі великі міста зазвичай мали численні маленькі провулки, і кожен з цих провулків був домом для різних ремісничих гільдій або соціальних класів. У старих містах, наприклад, часто можна зустріти такі назви вулиць як: Шевська, Крамарська, Рейтарська, Різьбярська або Вірменська, Староєврейська чи Рибна, Шпитальна, що є типовими назвами для середньовічних міст Європи і дозволяють зробити висновки про соціальне становище мешканців.
Вулиці, що вели до міської брами або були частиною дороги, часто позначалися напрямком руху — «Київська», «Краківська», «Городоцька». Назви вулиць на честь людей були винятком до XVIII століття і, зазвичай вказували на власність або попереднього власника новозбудованого будинку.

## Опис

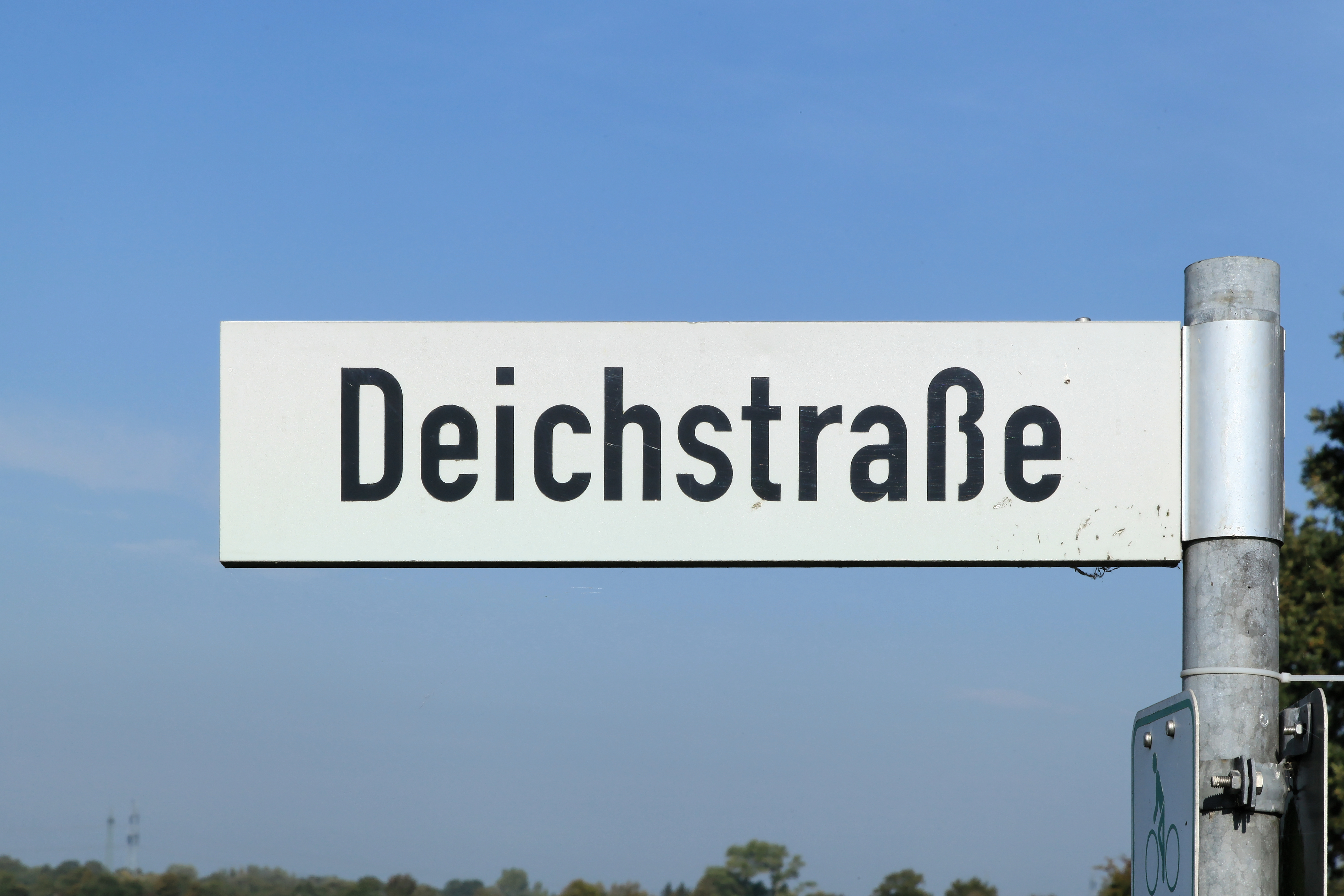
Стандартний вуличний аншлаг у Німеччині

Зазвичай такі таблички чи дощечки розміщуються на кожному кінці дороги та по обидва боки проїзної частини, особливо на важливих перехрестях. Вони можуть бути прямо прикріплені до стін або розташовані на опорах, стовпах або панелях, іноді в поєднанні з табличкою сусідньої вулиці, або зі знаками інших типів.

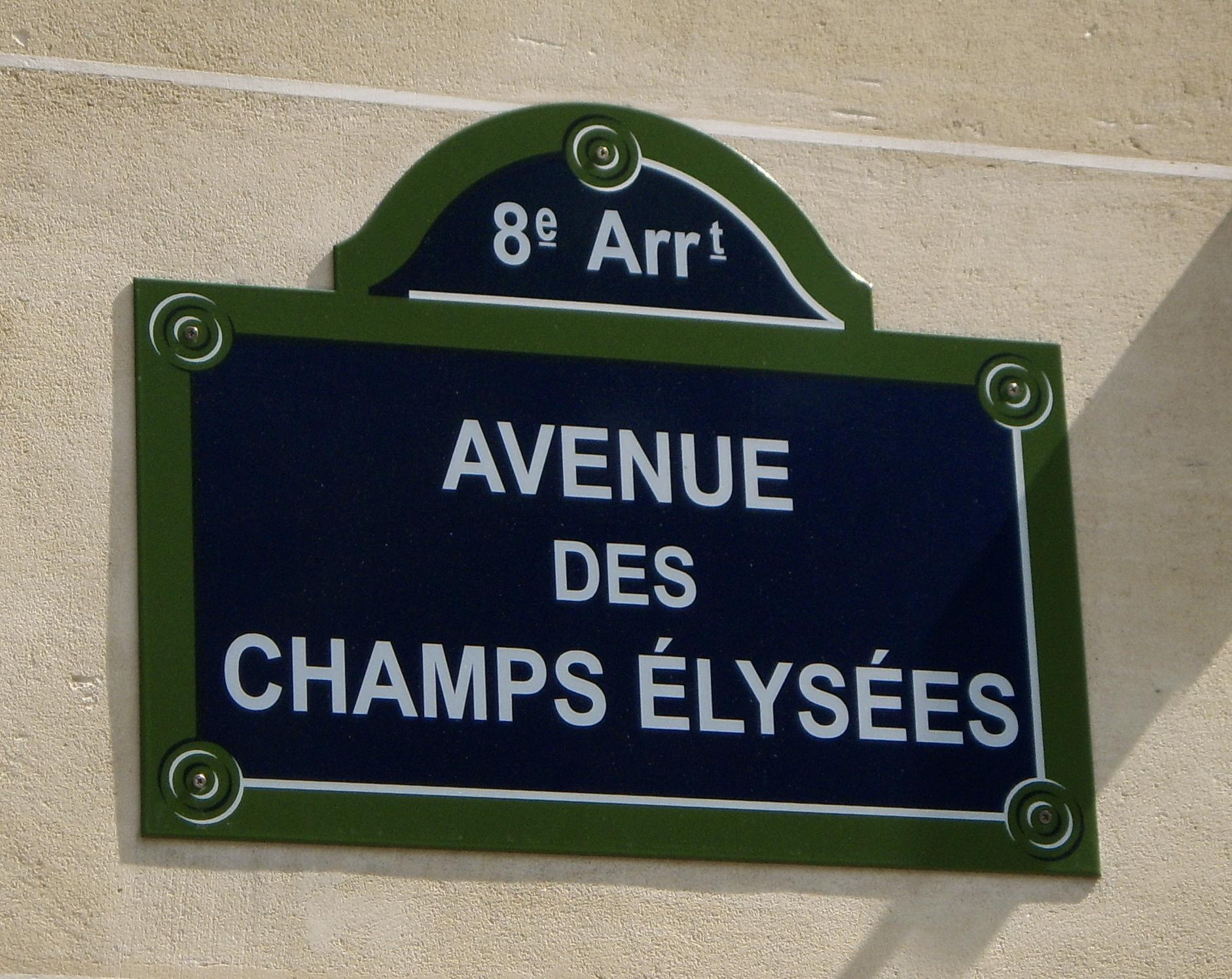
Табличка на Єлисейських Полях у Парижі

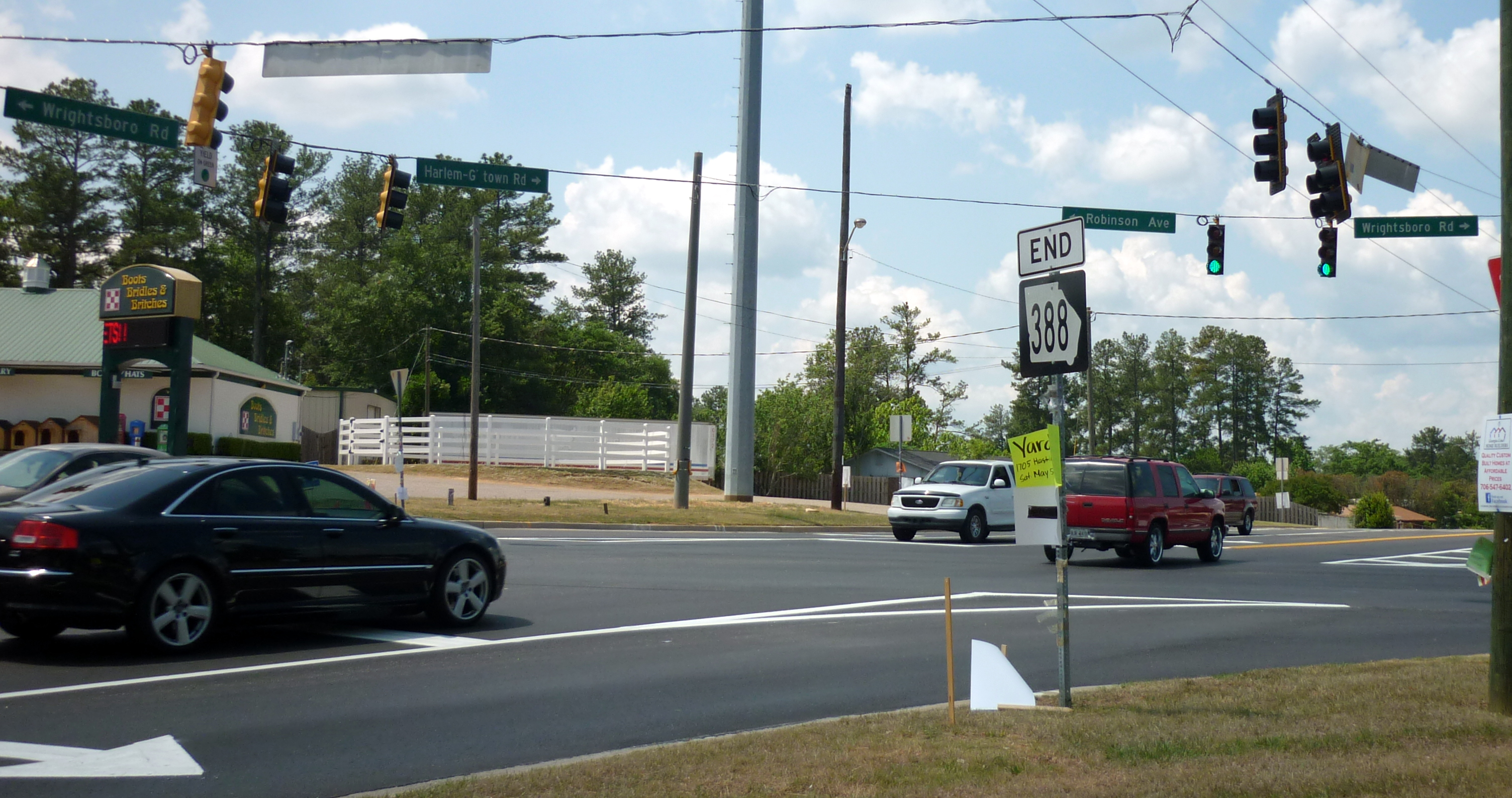
Покажчики вулиць у США, підвішені над перехрестям

Вуличні покажчики, які легко можна встановити або зняти, мають багато переваг. Часто, особливо в містах з довгою історією, новіші вуличні таблички розташовуються поряд з історичними написами та знаками — викарбуваними, намальованими або певним чином закріпленими на фасадах. У Сполучених Штатах вуличні таблички часто встановлюють підвішеними посеред проїзної частини, що забезпечує кращу видимість для водіїв.
Вулично-будинкові покажчики зазвичай мають такі характеристики:
- Легко читаються завдяки своєму розташуванню та розміру; крім того, вони мають бути легко помітними як вдень, так і вночі, тому рекомендується використовувати білий колір для літер і цифр на темному фоні.
- Легко замінюються, наприклад, коли табличка забруднена або пошкоджена від впливу часу або потребує зміни назви внаслідок перейменування.
- Також не створюють проблем з фасадами порівняно з випадками, коли ці написи наносять або викарбовують на будівлі.
- Крім того, якщо немає стіни або фасаду, вуличні таблички можуть бути розміщені на пішохідному навісі або закріплені до стовпа чи іншого елемента.
- Дозволяють персоналізувати зображення міста, району або зони шляхом використання різних розмірів, дизайнів та контурних візерунків.

У містах, де збереглася стара забудова, часто можна побачити старі написи. Дуже часто таблички замінюють один або кілька попередніх написів, викарбуваних на камені фасадів, без потреби їхнього вилучення. Таким чином, відмінні написи дозволяють легко простежити еволюцію назв вулиць з огляду на послідовні зміни в міській топоніміці.

### Особливості

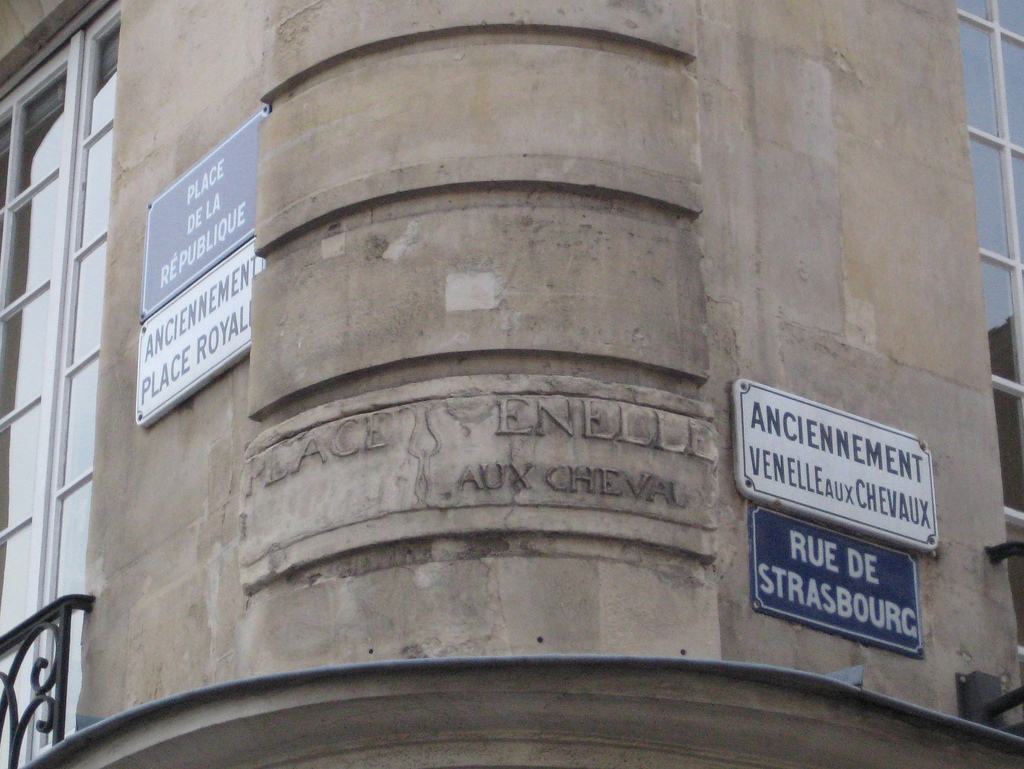
Таблички з новими та старими назвами вулиць, а в центрі — оригінальні назви, викарбувані на камені — Place de la République в Кані, Кальвадос, Франція

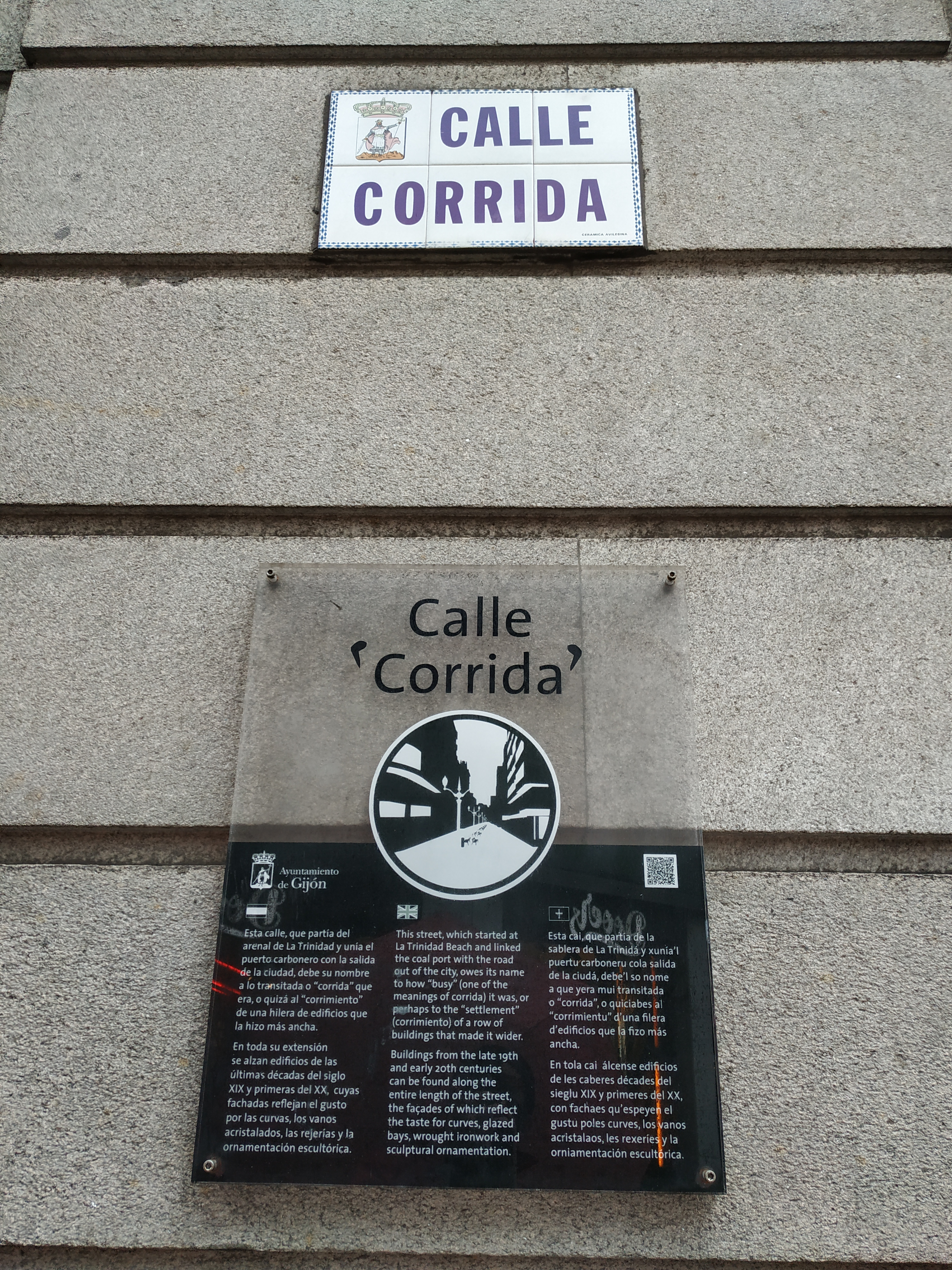
Calle Corrida у Хіхоні з історичною довідкою

Вуличні таблички, крім поточних назв, також можуть містити іншу інформацію, зокрема:
- Короткий опис особи, дати або події, на пам'ять та вшанування яких було дано назву цій вулиці або місцю, що слугує зміцненню колективної пам'яті.
- Попередня назва.
- Відрізок дороги, позначений діапазоном чисел.
- Назва чи поштовий індекс міста/району.
- У Брюсселі, «світовій столиці коміксів», деякі вулиці мають другу, неофіційну назву, що означає цитування «власника» назви на табличці: наприклад, rue du Marché-aux-Herbes є також «Rue Gaston-Lagaffe» (на честь героя коміксів Гастона Лагаффа).

У деяких країнах ці тексти можуть бути двомовними або навіть багатомовними: наприклад, в Україні, Китаї та Японії офіційні написи часто доповнюють додатковими вказівками англійською мовою. Наприклад, у Франції, особливо в Байонні та Англеті, часто можна побачити трилінгвальні знаки з французькою, баскською та гасконською мовами.
Іноді на табличку додають який-небудь символ, що відображає місцеву ідентичність, наприклад, герб, логотип або місцевий прапор. Подібно до того, як вибір назви вулиці передає цінності, вибір написів на табличці також може мати певне значення.

### Стиль
Стиль таблички (підбір матеріалів, кольорів і шрифту) має важливе значення та зазвичай має єдиний вигляд у межах певного населеного пункту чи району. Проте, існують резонні винятки з цих правил, зокрема коли сама зміна стилю може щось позначати.
Так, наприклад, головні транспортні артерії міст США використовують таблички синього кольору. Вулиці, що спрямовані з півночі на південь, позначені зеленим кольором, а ті, що спрямовані із заходу на схід — коричневим. Так само стильове розрізнення табличок може вказувати на відмінність типу доріг, як-от приватних чи тупикових. Сучасні таблички можуть бути виготовлені з різних матеріалів: металу, каменю, кераміки тощо.
У Європі, зокрема у Франції, вуличні покажчики традиційно покривають емаллю з білими літерами на синьому тлі, оскільки з середини XIX століття синій був єдиним кольором, доступним для масового виробництва, на додаток до чорного та білого. Його отримували шляхом додавання оксиду металу до кольорового пігменту — наприклад, монооксиду кобальту, на основі якого утворений севрський синій.

## Значення

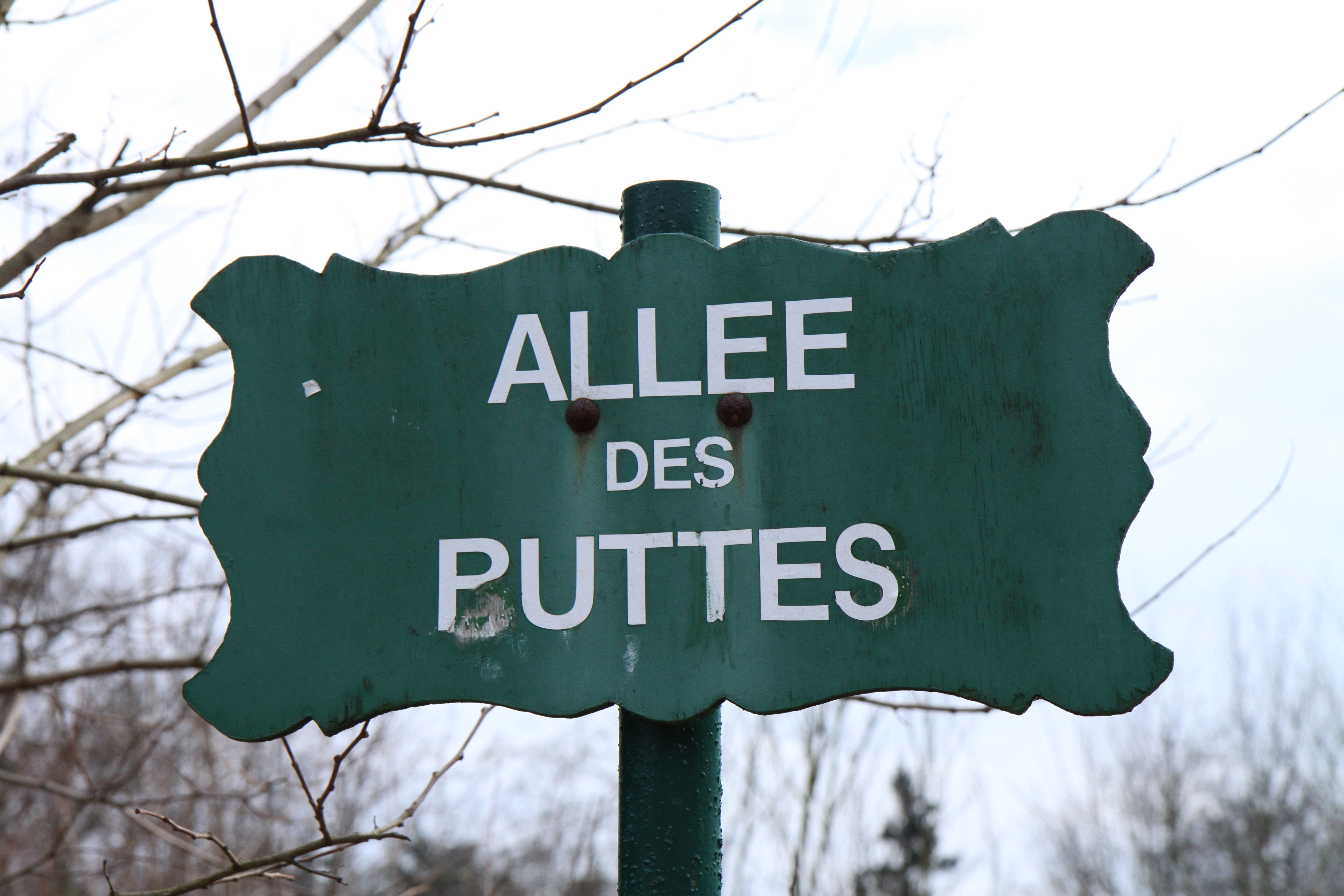
Табличка алеї у Венсенському лісі, яку обтьопали вандали. Цей тип табличок найчастіше використовується в Парижі в зелених зонах

Найвідоміші вуличні покажчики викликають інтерес через свій символічно-історичний аспект, а в деяких випадках їх відтворюють і продають як сувеніри. Зважаючи на такий стан речей, з'явилися вебсайти, які пропонують виготовити дорожні знаки з персоналізованими текстами (за вибором замовника), які потім використовуються як елементи декору.
Крім цього, адресні таблички та всі види вуличних дощечок є об'єктами вандалізму та графіті. Крадіжка вуличних покажчиків — явище не дуже часте, та все ж подекуди трапляється.
На думку Говарда Рейнгольда, у майбутньому певні типи табличок слугуватимуть векторами доповненої реальності: якщо направити мобільний телефон на одну з них, вона, наприклад, дозволить користувачеві визначити своє місцезнаходження та/або надати інформацію, що його цікавить.

## Приклади у світі

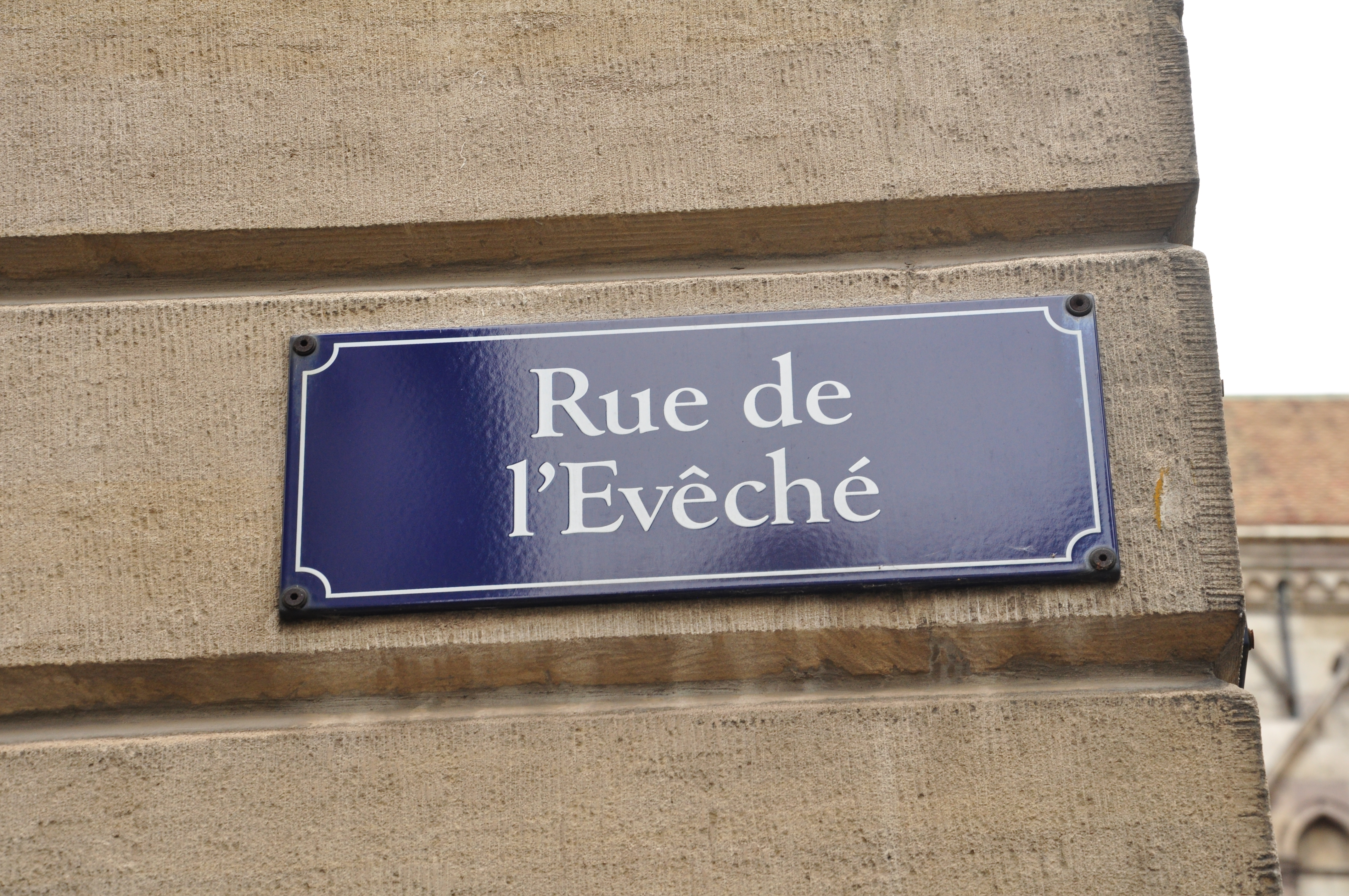
Вуличний аншлаг у Женеві, Швейцарія

У Швейцарії вуличні знаки зазвичай виконані світлими літерами на (темному) синьому тлі. Напис може бути обрамлений простою, прямокутною або злегка декорованою рамкою. Часто використовуються знаки з рельєфними літерами, але також застосовуються друковані та емальовані знаки.
В Італії вуличні знаки в багатьох місцях білі з чорними написами і тонкою синьою облямівкою, в Південному Тіролі вони зазвичай ще мають муніципальний герб і є двомовними. Однак у центрі Риму і в старих районах за його межами вуличні знаки зазвичай є викарбуваними мармуровими табличками і часто містять посилання на район (Ріоне) разом з назвою вулиці, а також посилання на тезку вулиці (наприклад, «астроном» або «письменник»).
В Австрії існує безліч варіантів вуличних знаків. У Відні система вуличних знаків була дуже добре продумана. Вулиці почали називати з 1862 року. До цього будинки були просто пронумеровані. На табличках вказано номер району та назву вулиці. Знаки на вулицях, що виходили з центру, були квадратними, на інших вулицях — круглими. У першому районі Відня вивіски були загалом кутасті. Напис був чорного кольору.

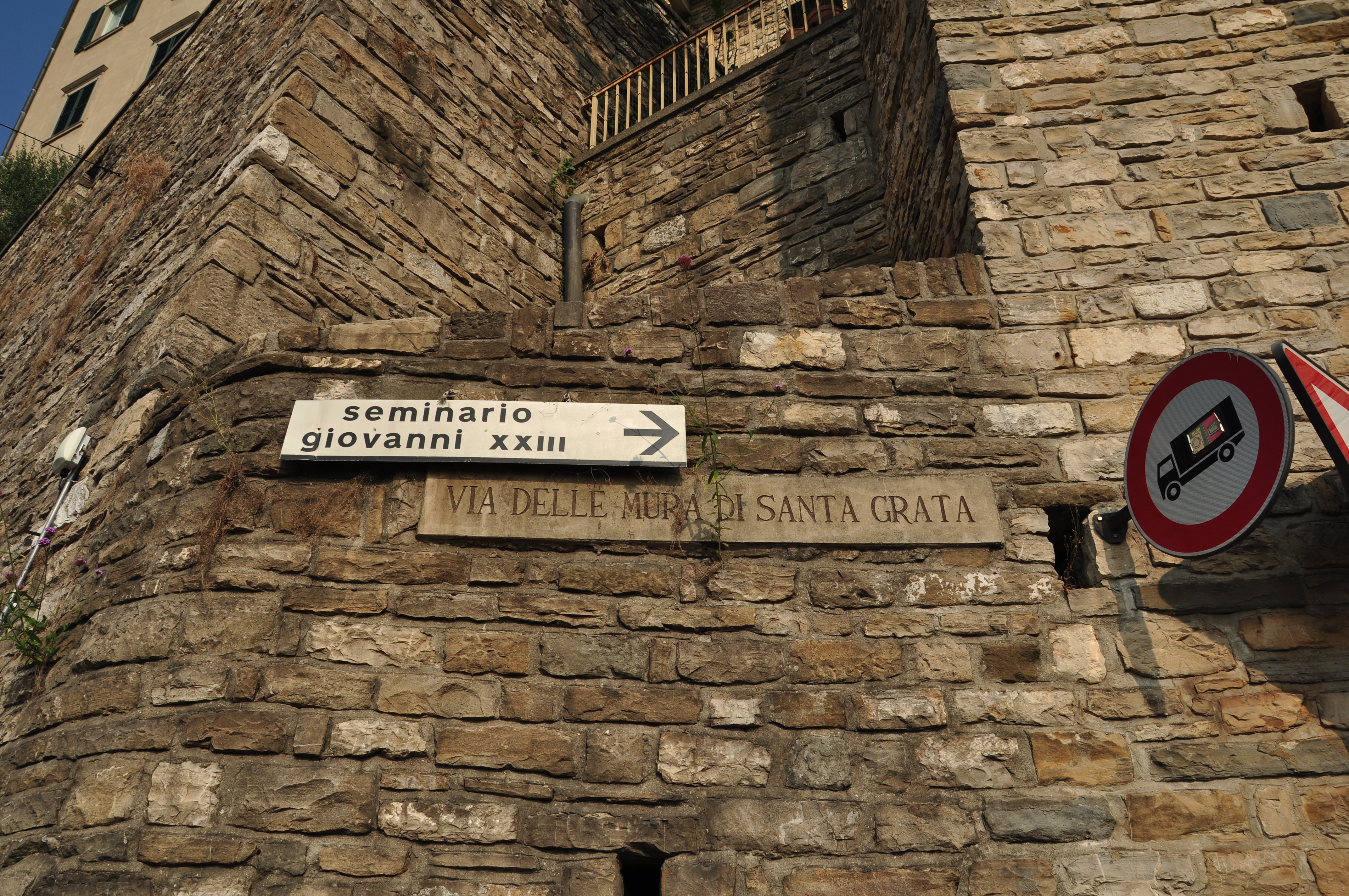
Кам'яний вуличний аншлаг у Бергамо, Італія

За такою ж схемою виконані й номери будинків. З 1920 по 1923 роки всі таблички мали червону облямівку, таблички для площ — червоні написи, для вулиць — чорні написи. З 1923 року таблички стали синього кольору з білими написами, а замість фрактури використовуються римські цифри. Між 1926 і 1945 роками знову запровадили квадратні та круглі таблички. Сьогоднішні таблички схожі на таблички 1923 року. Характерним є позначення району арабськими цифрами перед назвою вулиці. З 1980-х років до старих ансамблів все частіше прикріплюють старі таблички, що базуються на настановах 1863 року.
У Польщі вуличні знаки у великих містах з'явилися ще на початку 19 століття (засвідчені Йоганном Готфрідом Зойме у 1802 році). У Польщі не існує єдиного стандарту для дизайну вуличних знаків, тому палітра варіюється від емальованих табличок історичного вигляду з білими антиквовими шрифтами на темно-синьому (Мендзиздроє) або темно-зеленому (Краків) тлі до дуже сучасних варшавських вивісок.
Більшість дорожніх знаків у Республіці Ірландія та деяких регіонах Шотландії є двомовними (англійською та ірландською або шотландською гельською). В ірландському Гелтахті дорожні знаки здебільшого мають написи суто ірландською мовою. Там існує законодавча вимога, щоб усі дороги позначали знаками ірландською мовою.
У Республіці Ірландія знаки здебільшого написані білими літерами на синьому або зеленому тлі. У місті Дублін, як і у Відні, з правого боку вуличного знаку вказано відповідне місто або поштовий округ (у Дубліні 24 округи).

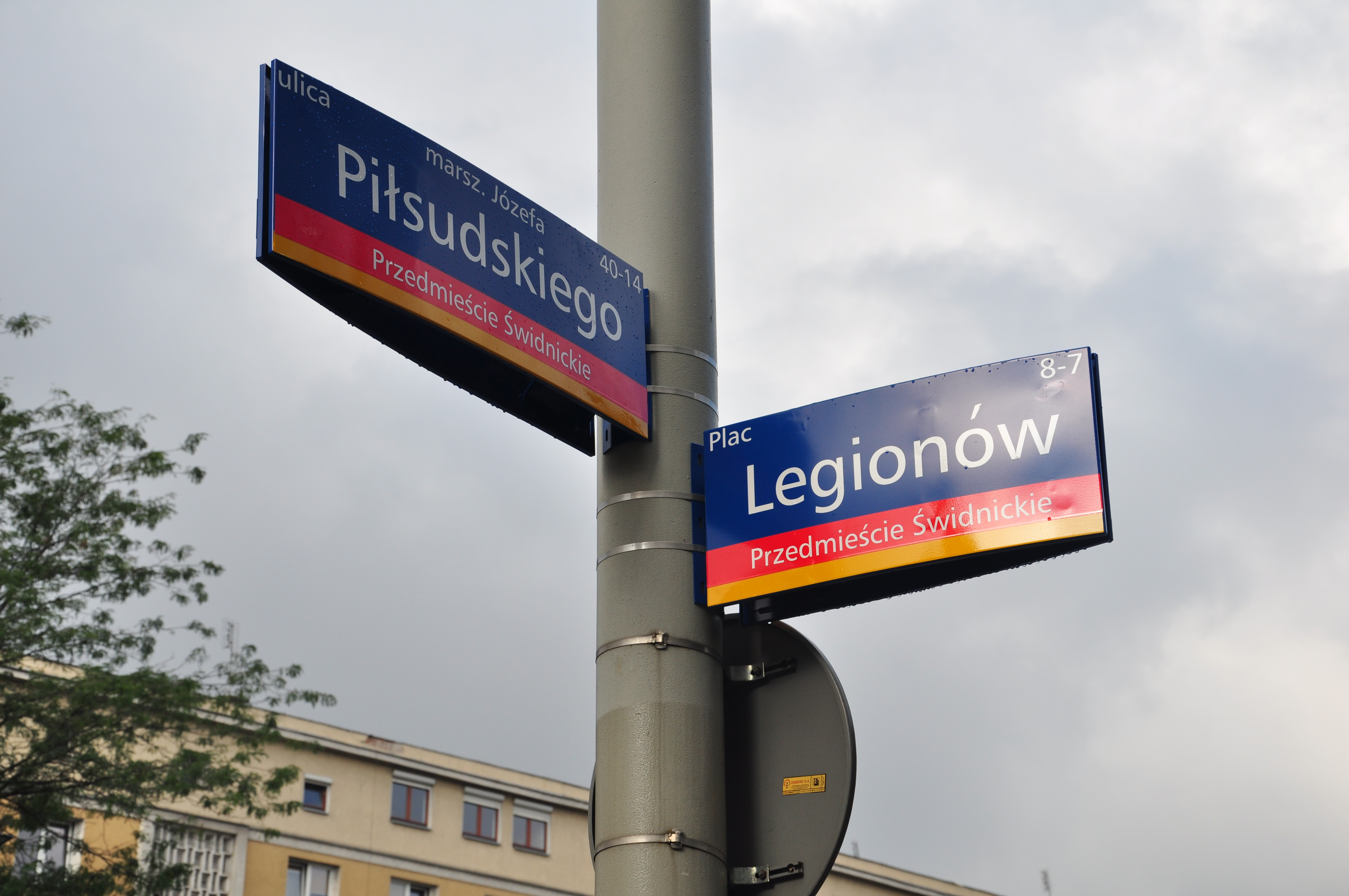
Вуличні аншлаги, Вроцлав, Польща

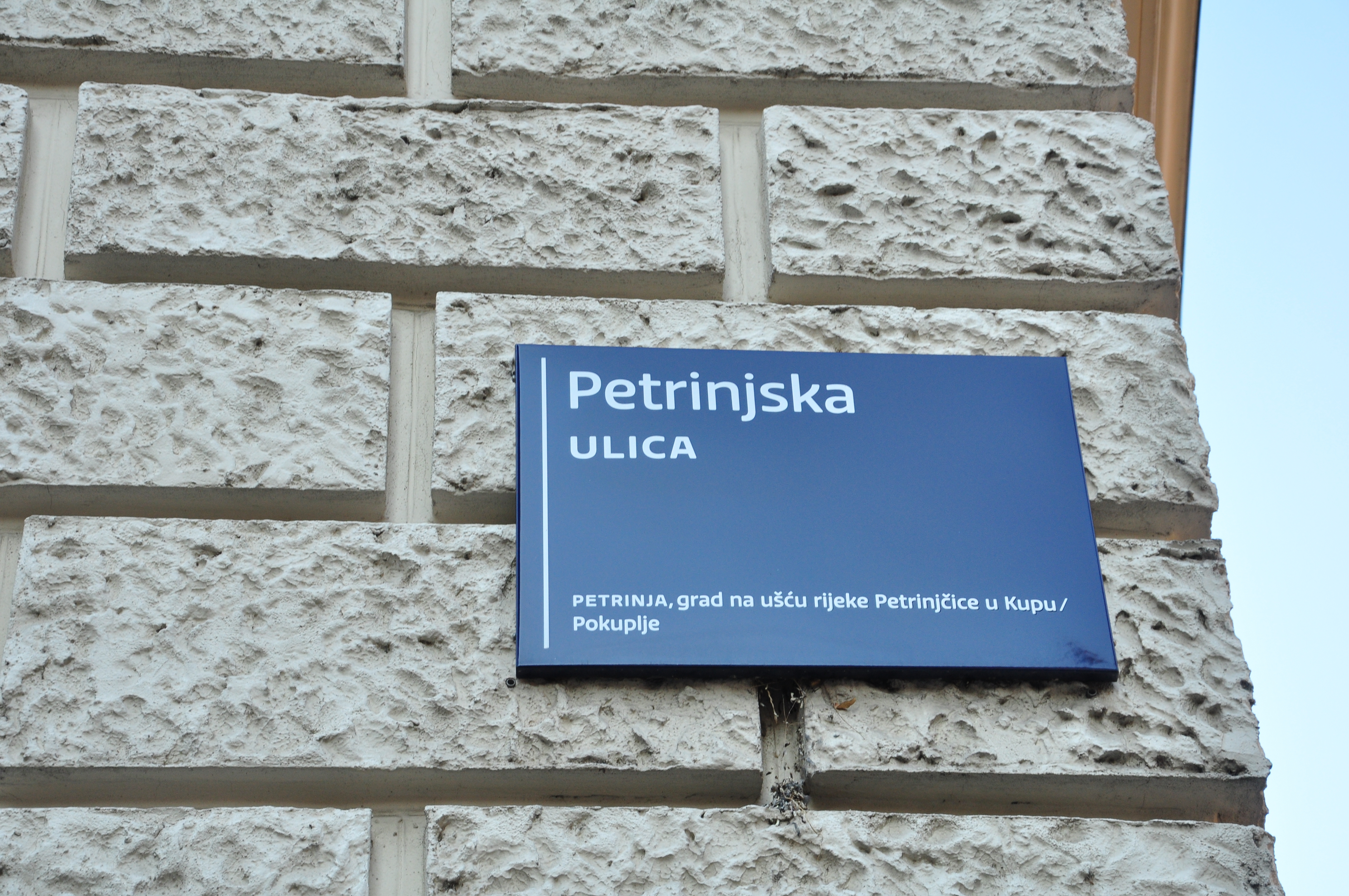
Вуличний аншлаг у Загребі з інформацією про походження назви вулиці

У Північній Америці та Австралії вуличні знаки мають білі літери на зеленому тлі. Виняток становлять деякі мегаполіси, де різні міста, які структурно є суміжними, використовують різні вуличні знаки. Це дає можливість людям, які не знайомі з місцевістю, зрозуміти, де ви перебуваєте і які правила дорожнього руху, що іноді дуже відрізняються, застосовуються. Прикладом є столичний район Лос-Анджелеса: Лос-Анджелес — білий на синьому, Беверлі-Хіллз — чорний на білому, Санта-Моніка — білий на синьому з помаранчевою нижньою облямівкою. Інший приклад — район затоки Сан-Франциско: в Окленді на зеленому щиті зображено дуб, у Берклі — білий напис на коричневому тлі, а в Дубліні — трилисник.

### В Україні
Одним з перших прикладів сучасної вуличної навігації став Львів на початку 2010-х, після чого інші міста також створили свої варіанти, які були схожими на львівський (ідентичні в Тернополі).

#### Львів
Сучасна вулична навігація у Львові почала з'являтися з 2010 року.
Проєкт «Створення туристично-інформаційної інфраструктури у Львові» отримав грант Європейського Союзу за результатами конкурсу на отримання грантів ЄС. Одним з партнерів проєкту виступила міська рада Любліна. Про це повідомив у 2008 році заступник міського голови Василь Косів:
«За кошти ЄС у Львові покращиться навігація у місті, насамперед до об'єктів світової культурної спадщини ЮНЕСКО шляхом встановлення туристичних вказівників і таблиць, які будуть написані українською та латинкою. Також будуть ознаковані туристичні шляхи загального користування у міській та приміській зоні». Як запевнив Василь Косів, 90 % проєкту фінансує ЄС — 683 тис. євро, а 10 % міська рада. Загальний бюджет проєкту — майже 759 тис. євро.
За цим проєктом виконали:
- 2 електронні інтерактивні довідники у центрі міста (демонтовані у 2015 році),
- порти інформаційного забезпечення на основних напрямках туристичних коридорів при в'їзді в місто для туристів з різними формами пересування,
- карти,
- схеми,
- стенди двома мовами (українською, англійською).

Встановлення ознакування розпочали у 2010 році.
Дизайн вуличної навігації Львова розроблено колективом авторів:
- Дизайнер, арт-директор — Петро Нагірний[16]
- Дизайнер шрифта — Юрій Крукевич
- Дизайнер картосхем — Михайло Царик
- Дизайнер піктограм — Олександр Топольницький

Вони описали процес розробки та приклади використання у роботі «Система туристичного знакування Львова».

##### Процес розробки
Найбільшою проблемою, з якою стикаються іноземні туристи в Україні, є нерозуміння ними кириличної абетки. Тому обов'язковою умовою при розробці туристичного знакування у Львові стала наявність транслітерації на всіх його елементах.
Написи латинкою не перекладені, а транслітеровані. На табличках передаються не значення конкретного слова, а лише його звучання. Це дає можливість людині прочитати напис українською мовою (транслітерацією), а розуміти, що саме написано, їй доведеться самостійно. Транслітерацію обрали, щоби уникнути суперечки про те, якою саме мовою слід здійснювати переклад, адже не всі туристи англомовні. Тому розробники вирішили транслітерувати українські назви, зокрема скорочення «vul.» замість «st.» чи «str.».
Правила транслітерації для табличок у Львові розроблені на кафедрі перекладознавства і контрастивної лінгвістики Національного університету імені Івана Франка. Ці правила дещо відрізняються від офіційно затверджених кабінетом міністрів України, наприклад, для передачі закінчення –ій- використовується замінник –iy-, а не –іі-, як у офіційних правилах (на той час).
Шрифти Municipal I та Municipal II розроблені спеціально для використання у системі туристичного знакування Львова. Вони базуються на шрифтах кінця XIX — початку XX ст.
Орієнтуючись на те, що більшість представників цільової аудиторії читають зліва направо, назва вулиці та транслітерація розташовані зліва на початку таблиці, а не посередині, як це було прийнято на старих табличках. Зважаючи на те, що на знаку розташовано у 2 рази більше інформації, ніж це традиційно прийнято, для того, щоб написи кирилицею і латинкою не плутались та для зменшення загальної площі знаку, вирішено зменшити розмір літер транслітерації, і розробити для неї окреме накреслення шрифта таким чином, щоб ширини штрихів кирилиці та латинки співвідносились між собою, а літери виглядали круглішими та зберігали читабельність.
Недоліками емальованих табличок є лише те, що вони блікують на сонці. Багато з встановлених у Львові таблиць виготовлені саме таким способом на заводі газової апаратури, якого на даний момент вже не існує. На заході Україні потужностями, що необхідні для виготовлення потрібної кількості таблиць, володіє тільки Чернівецький завод емалевих виробів, який і виготовив таблички для Львова.
Для нових районів Львова розробники навігації запропонували інший дизайн аншлагів (разом з номерами будинків), і вказівників вулиць на перехрестях. Тло всіх таблиць і вказівників є синім з білими написами та номерами, а для багатоповерхових будинків їх форма стала квадратною. Оскільки відстані та ширина вулиць там є більшою, то й таблиці з навзами вулиці і номерами будинків виконані разом і значно більшого розміру. Для вулиць з малоповерховою забудовою садибного типу використовуються довгі прямокутні таблиці з назвою вулиці (без номера будинку). Їх встановили лише в частині Сихівського району Львова, а в інших досі використовуються вказівники з 1990-х років, які встановили під час перейменування вулиць після здобуття Україною незалежності.

##### Сучасний стан
Станом на початок 2022 року більшість елементів вуличної туристичної навігації (стендів, пілонів, вказівників) втрачено. Частину конструкцій демонтували під час реконструкції вулиць, а ще частина втрачена у ДТП і від випадків вандалізму. У міському бюджеті не закладали коштів на утримання та оновлення цих елементів навігації.
Іншим типом міської навігації є скляні таблички, що встановлюють на визначних будівлях, здебільшого на пам'ятках архітектури. Завдання цих табличок — коротко ознайомити перехожих з історією будівлі. Текстовий опис виконаний у два стовпці українською та англійською мовами. Їх встановили в межах першого проєкту розвитку туристичної навігації у Львові за спонсорські кошти. На таблицях першої і наступних черг відрізняється шрифт (1 — Municipal, 2 — NatGrotesk).
У 2012 році телеком-оператор «Київстар» та Львівська міська рада завершили реалізацію проєкту «Туристичне ознакування Львова»,, який був покликаний допомогти туристам більше дізнатися про історію архітектурних пам'яток Львова. У рамках проєкту на визначних пам'ятках міста встановили 20 туристично-інформаційних таблиць єдиного зразка з короткою інформацією про пам'ятку українською та англійською мовами.
Під час реорганізації маршрутної мережі громадського транспорту Львова у 2012 році також розробили таблиці з інформацією про маршрути, які були стилізовані під туристичні пілони (коричневе тло з білими написами, і жовтою верхівкою з назвою коричневим написом). Їх виконували з пластику за формою та розмірами дорожнього знаку 5.45.1 «Пункт зупинки автобуса». Таблиці розміщували на тильну сторону дорожнього знаку, тобто так, щоб пасажири, які очікують на громадський транспорт могли бачити інформацію. На таблиці зазначалася назва зупинки, назва вулиці, піктограми виду транспорту, номер маршруту та кінцева до якої він прямує. Усі написи виконувалися українською мовою і транслітерувалися. Більшість цих таблиць демонтували в період 2015—2016 років, коли вони втратили актуальність через зміну маршрутів та вандалізм.[джерело?]